# Faradje
Faradje est une localité, chef-lieu de territoire de la province du Haut-Uele en république démocratique du Congo.

## Géographie
Située sur la route provinciale RP420 à 348 km au nord-est du chef-lieu provincial Isiro.

## Histoire
Un monument commémoratif aux morts d'Abyssinie)  (Asosa-Gambela-Sao) rappelle la Bataille de Redjaf et la victoire sur les madhistes en 1897 de Louis Napoléon Chaltin, officier belge de l'État indépendant du Congo
.

## Administration
Chef-lieu territorial de 9 235 électeurs recensés en 2018, la localité a le statut de commune rurale de moins de 80 000 électeurs, elle compte 7 conseillers municipaux en 2019.

## Économie
Le village de Faradjé se trouve en bordure Est du Parc national de la Garamba.